# گیره‌داران
گیره‌داران (Chelicerata) زیرشاخه‌ای از جانوران بندپا است که شامل جانورانی مانند عقرب، عنکبوت، کنه و خرچنگ نعلی می‌شود. این جانوران بدون شاخک هستند اما اندام گیره‌مانندی در جلو یا بالای دهان دارند که گیره Chelicera نامیده می‌شود و برای نگه داشتن غذا یا در برخی گروه‌ها برای تزریق زهر از طریق نیش استفاده می‌شود. گیره‌داران همچنین یک جفت پای حسی به نام پدیپالپ دارند. گیره‌داران بدن دو قسمتی دارند. یک قسمت که از اتصال سر و سینه تشکیل شده و سرسینه cephalothorax نام دارد و یک قسمت شکم که بعد از سرسینه قرارگرفته‌است.
عنکبوت، عقرب، رتیل و هزارپا، حشره نیستند و زیرمجموعه رده گیره‌داران محسوب می‌شوند.
گیره‌داران احتمالاً در دوره کامبرین و به عنوان جانوران دریایی آغاز به شکل‌گیری کردند.
تاکنون تنها ۴ گونهٔ دریایی از این جانوران شناسایی شده که همگی از خرچنگ‌های نعل اسبی هستند. این در حالی است که چندین گونه قلاب‌دار هوازی شناسایی شده که ممکن است هنوز در حدود ۵۰۰ هزار گونه ناشناخته هوازی وجود داشته‌باشد.
در زیرشاخه گیره‌داران سه ردهٔ زنده به نام‌های:
- عنکبوتیان (Arachnida)
- تیغ‌دُمان (Xiphosura)
- عنکبوت‌های دریایی (Pycnogonida)

و یک ردهٔ منقرض به نام پهن‌بالان (Eurypterida) وجود دارد.